# Karin Fälth-Magnusson
Karin Fälth-Magnusson, född 9 augusti 1949 är en svensk professor i pediatrik och prorektor för Linköpings universitet från 1 oktober 2009. Under en period då ny rektor efter Mille Millnert skulle tillsättas var Fälth-Magnusson tf rektor tills Helen Dannetun tog över posten som rektor. 1 juli 2017 avslutade Fälth-Magnusson sitt arbete som prorektor.
Fälth-Magnusson fick sin examen som barnläkare från Linköpings universitet och Uppsala universitet 1974. Hon har arbetat med barn- och ungdomsmedicin på Universitetssjukhuset i Linköping och som lärare och handledare på Hälsouniversitetet. De områden hon forskat inom är allergi, överkänslighet och inflammatorisk tarmsjukdom.
Fälth-Magnusson har även arbetat som centrumchef för Barn- och kvinnocentrum vid landstinget Östergötland.